# James Angus Gillan

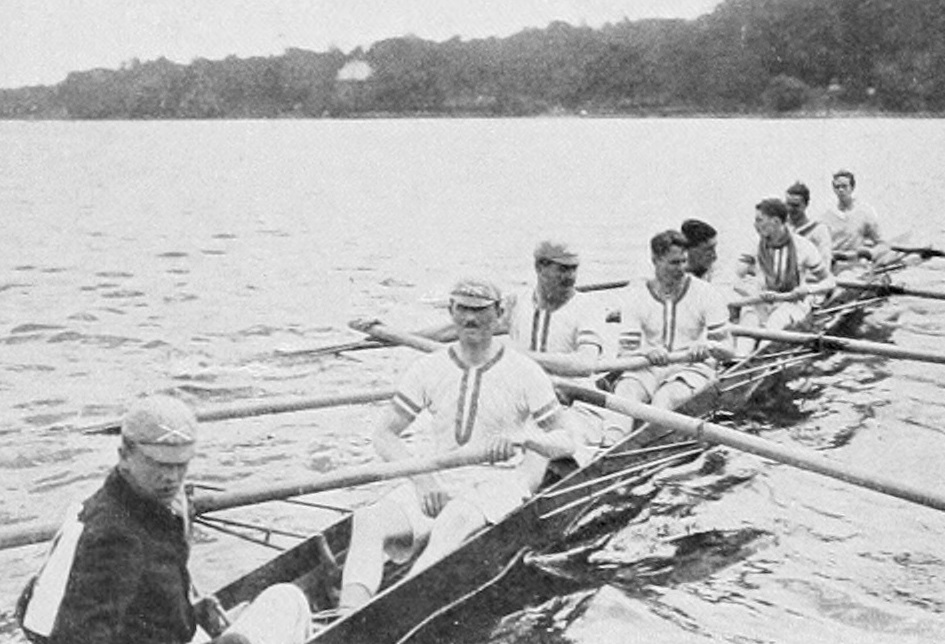
Olympische Spiele 1912: Der Achter des Leander Club

Sir James Angus Gillan, KBE, CMG, (* 11. Oktober 1885 in Aberdeen; † 23. April 1981 in Leigh, Surrey) war ein britischer Ruderer, der zwei olympische Goldmedaillen gewann. 
James Angus Gillan besuchte die Edinburgh Academy und anschließend das Magdalen College in Oxford. Er nahm 1907 und 1909 für Oxford am Boat Race gegen Cambridge teil, 1909 gewann Oxford. Das Boat Race 1908 verpasste er wegen Influenza. Bei der Henley Royal Regatta gewann 1908 der Vierer ohne Steuermann des Magdalen College. Bei den Ruderwettbewerben der Olympischen Spiele 1908 erreichte der Vierer des Magdalen College in der Besetzung Collier Cudmore, James Angus Gillan, Duncan Mackinnon und John Somers-Smith durch einen Sieg über das kanadische Boot das Finale. Im Finale lag zunächst das Boot des Leander Club in Führung, letztlich siegte der Vierer des Magdalen College aber sicher mit eineinhalb Bootslängen Vorsprung. 1911 gewann Gillan mit dem Achter des Leander Club in Henley. Bei der in Djurgårdsbrunnsviken ausgetragenen Olympischen Regatta 1912 siegte Gillan mit dem Achter des Leander Club im Finale gegen das Boot des New College aus Oxford, nachdem der Leander-Achter in den Runden zuvor die Kanadier, die Australier und das Boot vom Berliner Ruderverein geschlagen hatte.
Gillan war seit 1909 in der britischen Kolonialverwaltung im Sudan tätig und stieg 1934 zum Civil Secretary auf. 1935 wurde er mit dem Orden Companion des Order of St. Michael and St. George ausgezeichnet, 1939 wurde er zum Knight Commander des Order of the British Empire. Nach dem Zweiten Weltkrieg stand Sir Gillan der Empire Division des British Council vor. Er gehörte zu den Organisatoren der Olympischen Sommerspiele 1948 in London. Von 1949 bis 1951 vertrat er das British Council in Australien und von 1955 bis 1962 war er Vorsitzender der Royal Overseas League. 